# Niomré
Niomre és una població del Senegal a la Regió de Louga; la ciutat està propera a la ciutat de Louga.
La ciutat havia donar suport als maures durant la guerra de França contra aquests; en revenja els francesos van dirigir una expedició cap a Niomré el 1858, situada a la província del Ndiambour fronterera amb Saint Louis, que era tributària del rei del Cayor;; un grup de 300 homes de regulars i voluntaris va marxar Niomré sota la direcció del mateix Louis Faidherbe; va arribar als pous de Nguik i van derrotar els enemics; d'allí va atacar directament Niomré que fou incendiada, retornant després a Nguik i a Saint Louis.